# Logelheim
Logelheim là một xã ở tỉnh Haut-Rhin trong vùng Grand Est ở đông bắc Pháp. Xã này có diện tích 4,33 kilômét vuông, dân số năm 1999 là 817 người. Khu vực này có độ cao 195 mét trên mực nước biển.